# ハービヒツヴァルト
ハービヒツヴァルト (ドイツ語: Habichtswald) は、ドイツ連邦共和国ヘッセン州北部のカッセル郡に属す町村（以下、本項では便宜上「町」と記述する）である。

## 地理

### 位置
自治体ハービヒツヴァルトは、カッセルから直線距離で 10 km のハービヒツヴァルト自然公園内の、エッシヒベルク（海抜 595 m）の北、ホーエン・デルンベルク (579 m) の南、グローサー・ベーレンベルク (599 m) の南東に位置する。
街の西武をヴァルメ川が流れている。町の北側で、ルーバッハと呼ばれる小川がこの川に合流する。

### 隣接する市町村
ハービヒツヴァルトは、北はツィーレンベルク市とアーナタール（ともにカッセル郡）、東は郡独立市のカッセル、南はシャウエンブルク、西はツィーレンベルク市およびヴォルフハーゲン市（いずれもカッセル郡）と境を接している。

### 自治体の構成
- デルンベルク（海抜 335 m）
- エーレン (330 m)
- グート・ボーデンハウゼン (310 m)

## 歴史
デルンベルクとエーレンは、1074年のハーズンゲン修道院の寄進状に初めて記録されている。
2つの集落は、地域再編に伴って1972年1月1日に新たな自治体ハービヒツヴァルトを形成した。

## 行政

### 議会
ハービヒツヴァルトの町議会は 23 議席からなる。

### 姉妹自治体
- ショルト（ハンガリー語版）（ハンガリー、バーチ・キシュクン県）2001年

## 引用
1. ↑  Hessisches Statistisches Landesamt: Bevölkerung in Hessen am 31.12.2023 (Landkreise, kreisfreie Städte und Gemeinden, Einwohnerzahlen auf Grundlage des Zensus 2011)]
2. ↑  2011年3月27日の町議会議員選挙結果